# هارمونیک (برق)

اثر هارمونیک سوم بر شکل موج اصلی.

هارمونیک‌ها، مؤلفه‌هایی با فرکانس بالاتر از فرکانس مؤلفۀ اصلی در یک شکل موج (ولتاژ یا جریان الکتریکی) هستند که در شبکه قدرت، به‌طور ناخواسته و بر اثر بارهای غیرخطی (nonlinear loads) تولید می‌شوند.

## علت هارمونیک‌ها
در جریان متناوب و عادی شبکه‌های قدرت، ولتاژ سینوسی در یک فرکانس خاص، معمولاً ۵۰ یا ۶۰ هرتز است. زمانی که یک بار خطی (linear load) به سیستم متصل می‌شود، شکل موج جریان مدار هم سینوسی با همان فرکانس خواهد بود.
وقتی که یک بار غیرخطی، مانند یکسوکننده‌ها به شبکه قدرت متصل می‌شود، جریان مدار، دیگر سینوسی نیست.
شکل موج جریان می‌تواند بسته به نوع بار و اثر متقابلش با دیگر اجزای شبکه به‌کلی پیچیده شود. صرف‌نظر از پیچیدگی‌های شکل موج جریان که با آنالیز فوریه قابل توصیف است، می‌توان شکل موج جریان را به شکل موج‌های ساده‌تری که فرکانس آن‌ها، مضرب صحیحی از فرکانس شبکۀ قدرت است، تجزیه کرد.
نمونه‌های بیشتر از بارهای غیرخطی شامل منابع تغذیه سوییچینگ، اینورترها، شارژر دستگاه‌ها (گوشی موبایل، لپ‌تاپ، ...)، یا حتی یک لامپ ال‌ای‌دی یا کم‌مصرف می‌شوند.

## تاثیرات هارمونیک
افزایش جریان یکی از اثرات عمدۀ هارمونیک‌های سیستم قدرت است. این امر به ویژه در هارمونیک سوم باعث به‌هم‌خوردن تعادل فازها و در نتیجه باعث افزایش شدید جریان در سیم نول می‌شود. در طراحی یک سیستم الکتریکی این اثر می‌تواند توجه خاصی را در تغذیه بارهای غیر خطی نیاز داشته باشد.